# Indolestes assamicus
Indolestes assamicus är en trollsländeart som beskrevs av Fraser 1930. Indolestes assamicus ingår i släktet Indolestes och familjen glansflicksländor. IUCN kategoriserar arten globalt som otillräckligt studerad. Inga underarter finns listade i Catalogue of Life.